# Erebia kwanbozana
Erebia kwanbozana är en fjärilsart som beskrevs av Doi och Jang-Cheon Cho 1934. Erebia kwanbozana ingår i släktet Erebia och familjen praktfjärilar. Inga underarter finns listade i Catalogue of Life.